# Kerri Williams
Kerri Leigh Williams, ursprungligen Gowler, född 18 december 1993, är en nyzeeländsk roddare.

## Karriär
Williams var en del av Nya Zeelands lag som slutade på fjärde plats i åtta med styrman vid olympiska sommarspelen 2016 i Rio de Janeiro.
Vid olympiska sommarspelen 2020 i Tokyo tog Williams guld tillsammans med Grace Prendergast i tvåa utan styrman. Hon var även en del av Nya Zeelands lag som tog silver i åtta med styrman.
I september 2022 vid VM i Račice tog Williams guld tillsammans med Grace Prendergast i tvåa utan styrman.